# نهنگ براید
نهنگ بروده گونه‌ای از نهنگ است.
این جانوری آبزی از زیرردهٔ جفت‌داران، راستهٔ آب‌بازان، زیرراستهٔ نهنگان بی‌دندان، خانوادهٔ شیارنهنگان و سردهٔ تیغ‌باله‌ها است. نهنگ‌های بروده بیشتر کرانه‌زی هستند.
نام بروده از نام یوهان بروده (Johan Bryde) نروژی گرفته شده‌است. او که کنسول نروژ در آفریقای جنوبی بود در برپایی نخستین ایستگاه شکار نهنگ در دوربان آفریقای جنوبی در سال ۱۹۰۸ نقش اساسی داشت.

## نگارخانه

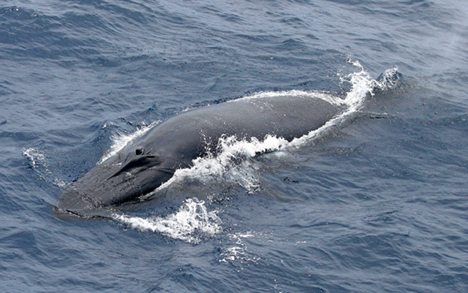
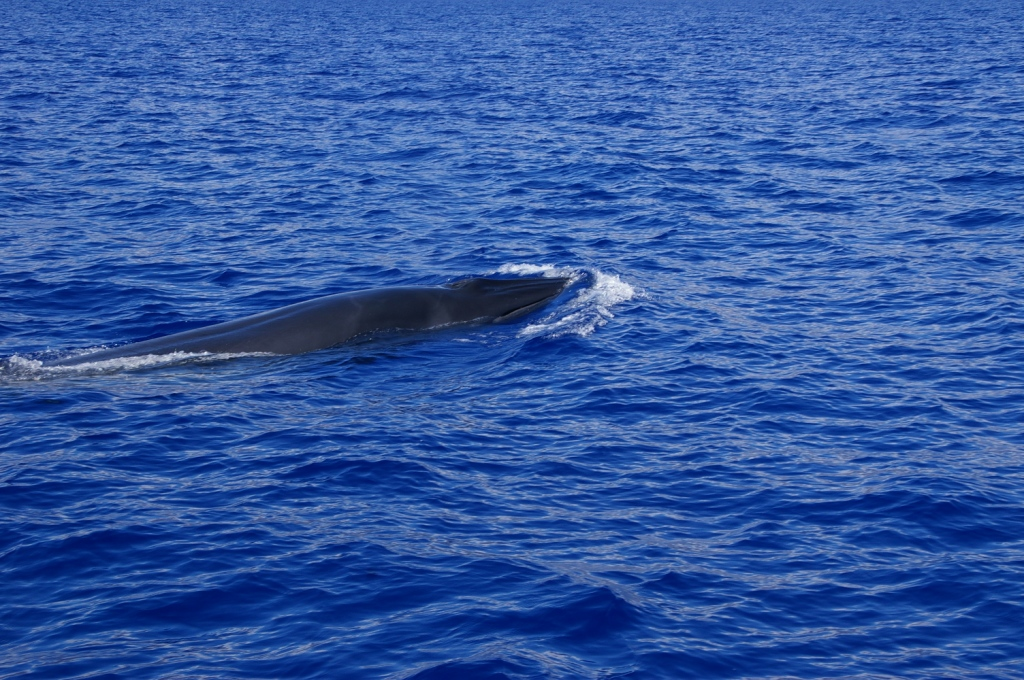
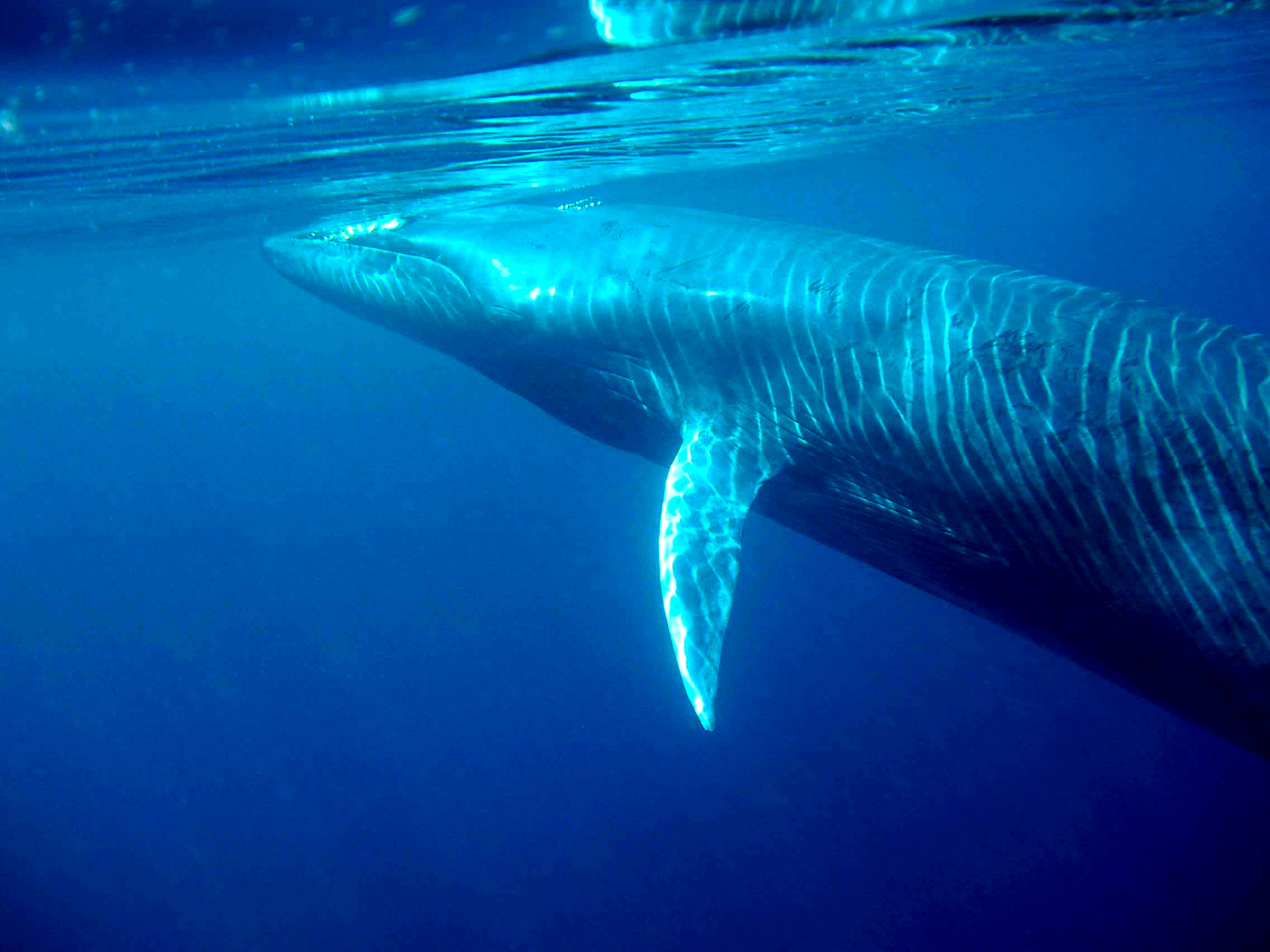
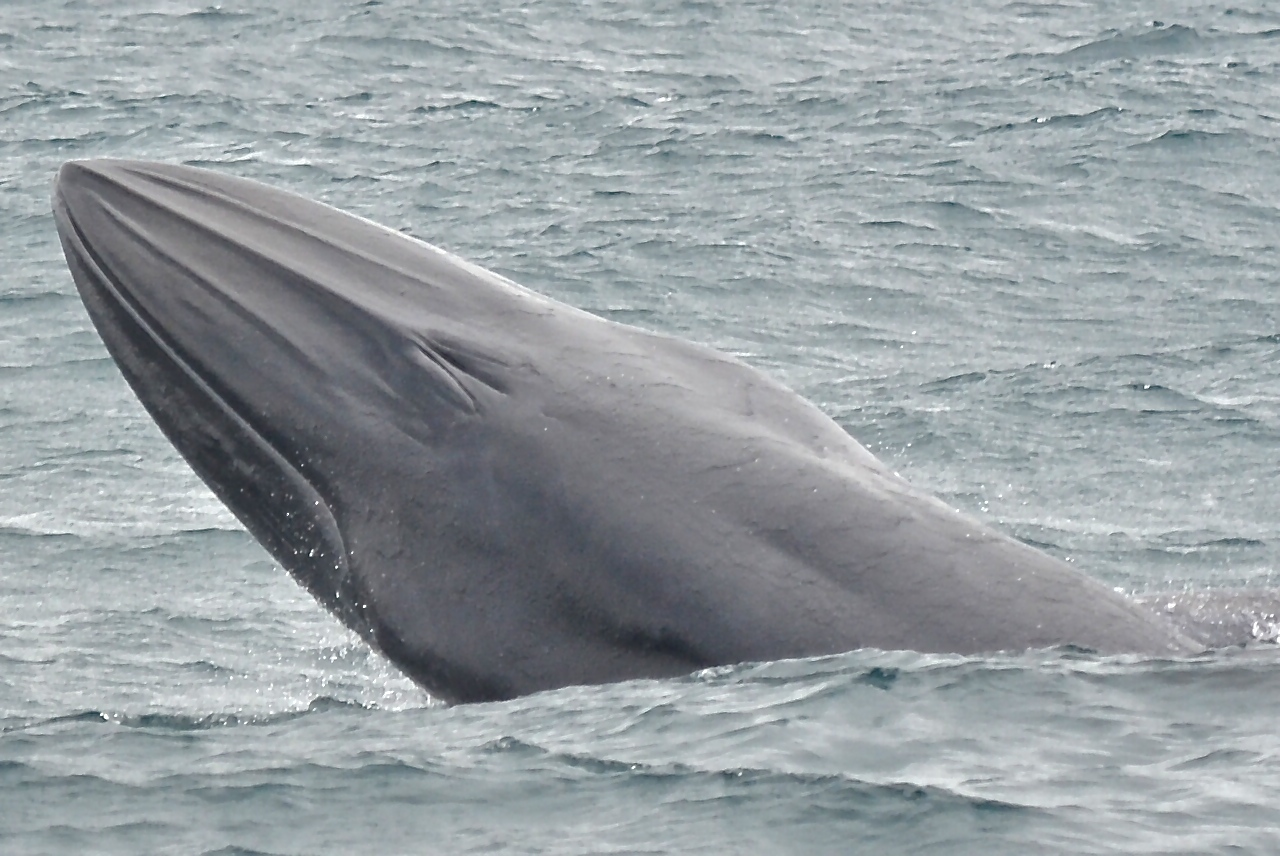
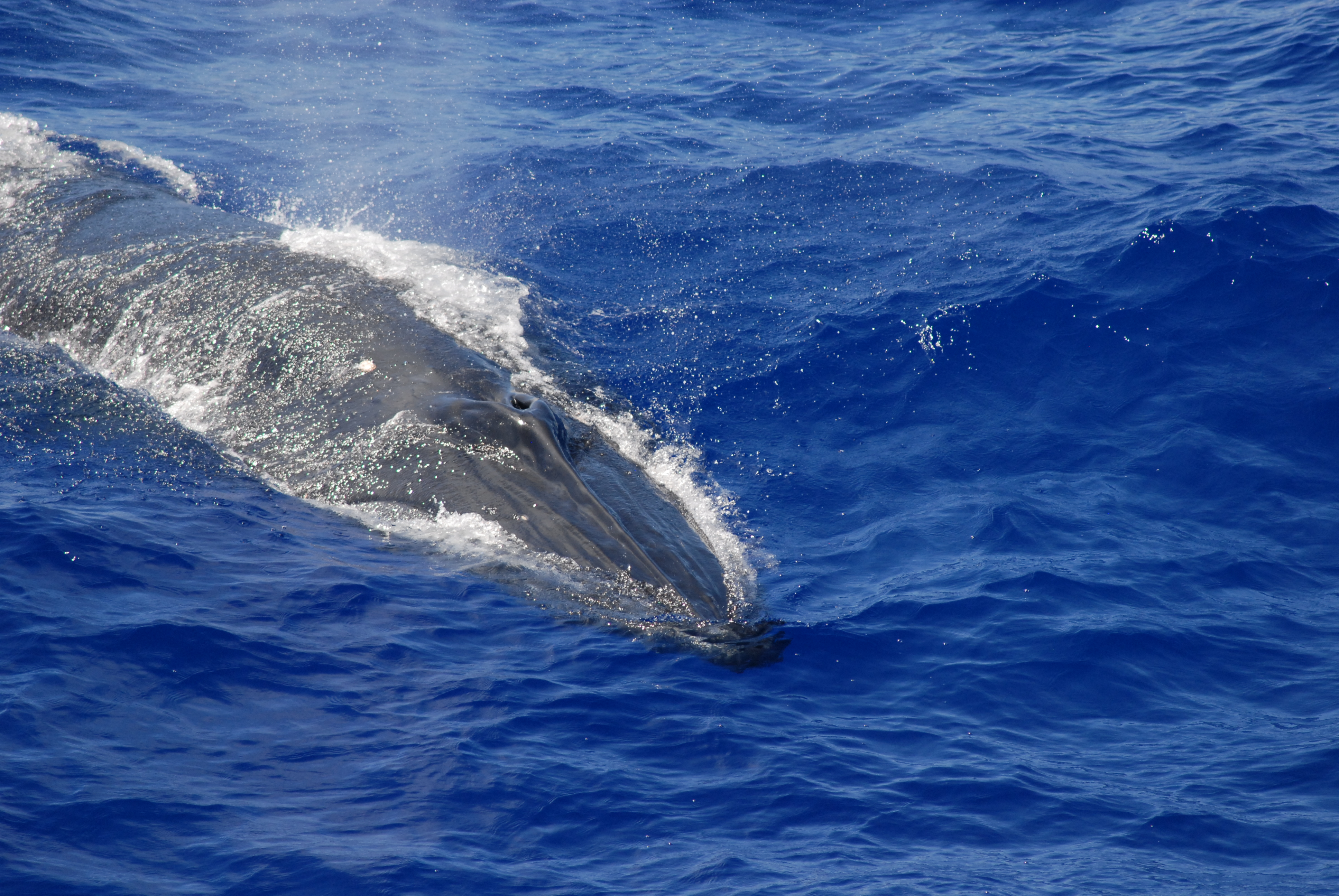
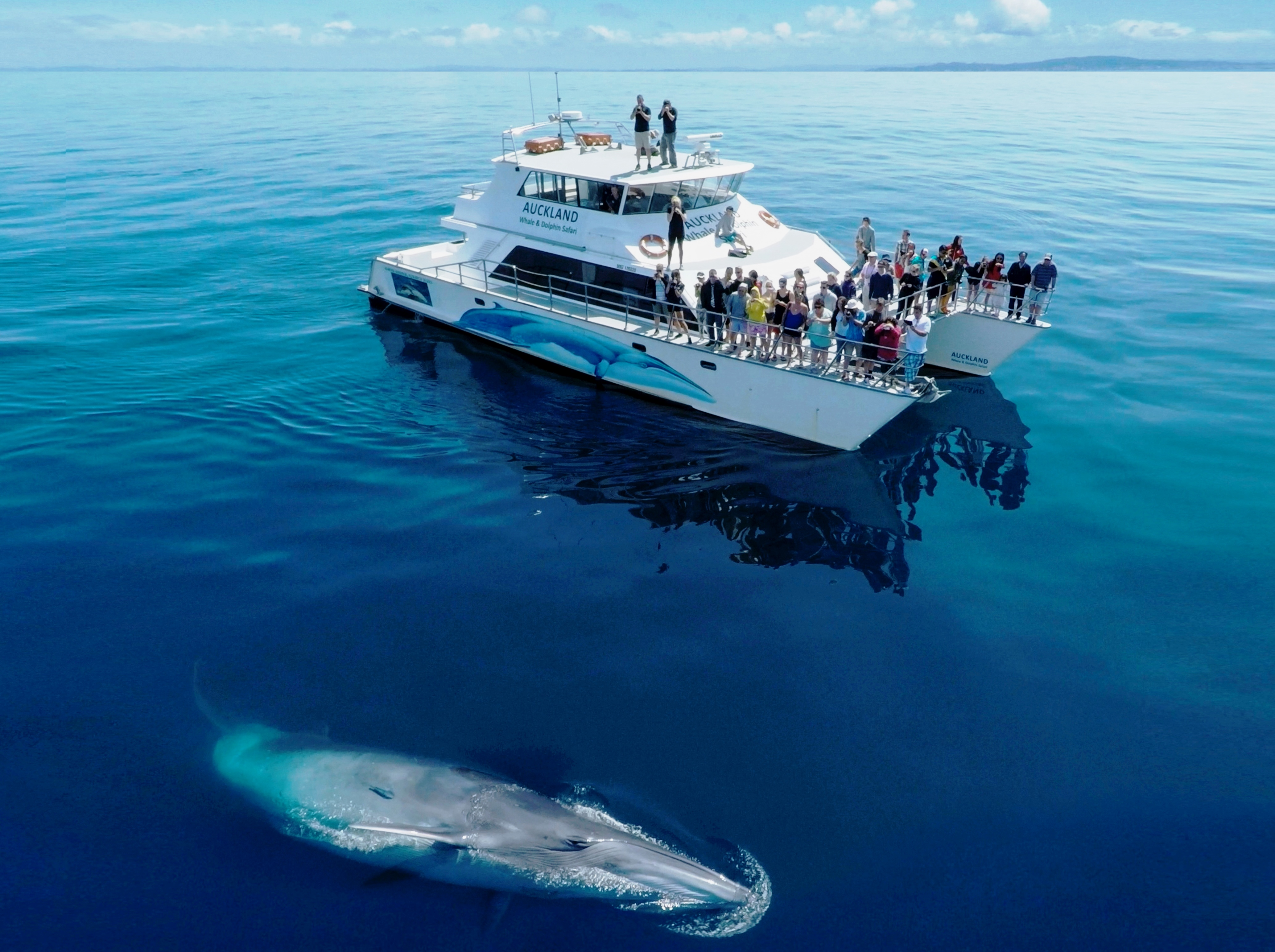
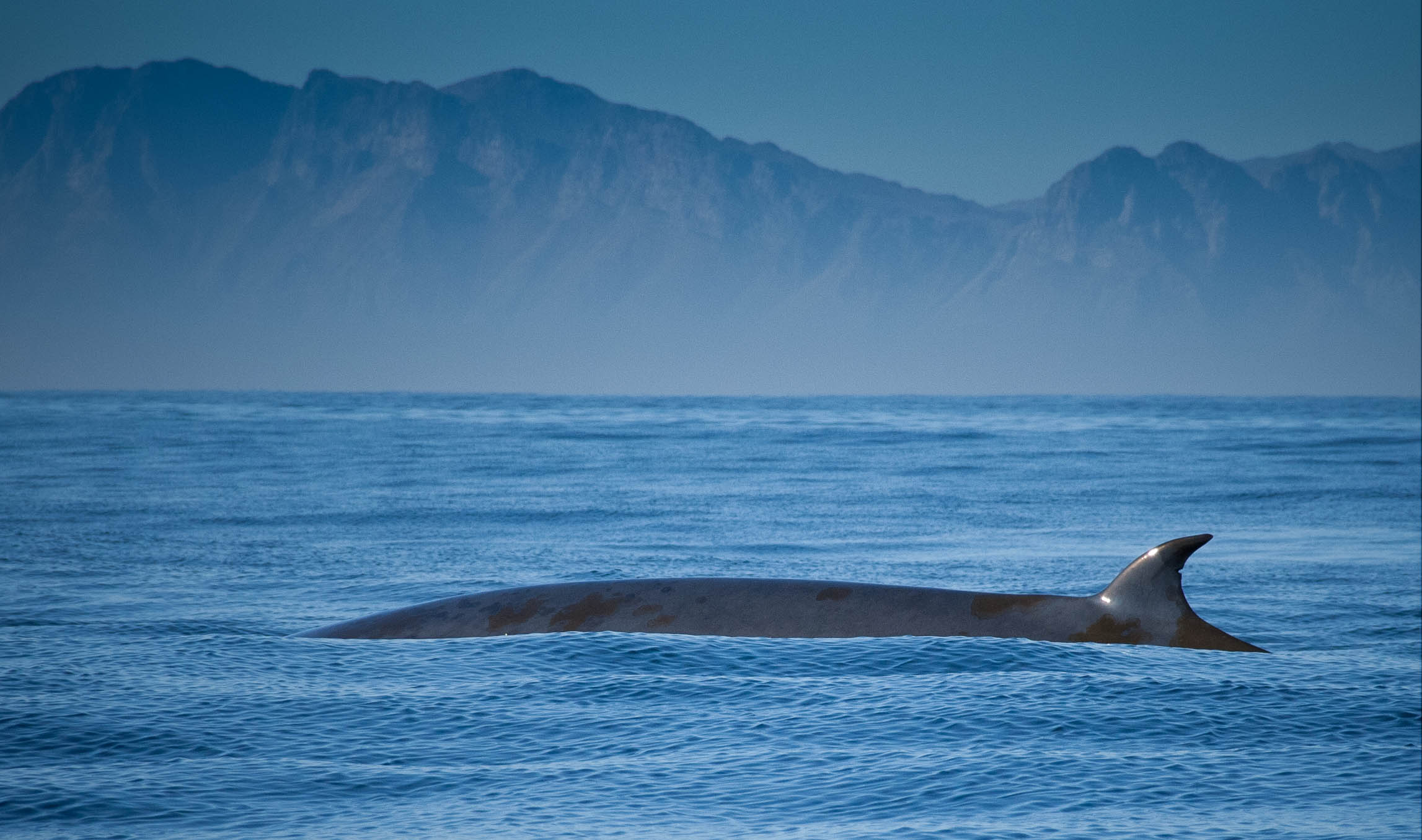